# Schizomitrium
Schizomitrium là một chi rêu trong họ Hookeriaceae.